# パーサック川
パーサック川（タイ語：แม่น้ำป่าสัก、Pasak River）は、タイルーイ県、サラブリー県などを流れ、アユタヤ県で合流するチャオプラヤー川の支流の一つ。タイ国内の主要な河川の一つである。パサック川とも表記される。

## 概要
パーサック川は、タイ北部のペッチャブーン山脈に位置するルーイ県ダーンサーイ郡を水源にする。その後ペッチャブーン県、ロッブリー県を通過し、サラブリー県との県境にあるパーサック・チョンラシットダムに到る。主流はそのままアユタヤ県へ西流し、アユタヤ県北東部でロッブリー川と合流した後でチャオプラヤー川に合流する。また一部は南のランシット運河に引き込まれている。
1924年、タイ初の灌漑用ダムであるラーマ6世ダムがタールア郡に完成した。これにより、同ダムより南に延びるラピパット用水路を経由してランシット運河への効率的な導流が可能になった。
1994年から開始された「パーサック川流域開発計画」によって、1998年ロッブリー県パッタナーニコム郡とサラブリー県ワンムワン郡の間にパーサック・チョンラシットダムが建設された。